# Dryadaula glycinopa
Dryadaula glycinopa is een vlinder uit de familie Dryadaulidae. De wetenschappelijke naam van deze soort is voor het eerst voorgesteld  door Edward Meyrick in een publicatie uit 1893. De spanwijdte bedraagt 9 tot 10 millimeter.
De soort komt voor in Australië (Nieuw-Zuid-Wales, Tasmanië).